# Diocesi di Apollomoshieron
La diocesi di Apollomoshieron (in latino: Dioecesis Apollonoshieritana) è una sede soppressa del patriarcato di Costantinopoli e una sede titolare della Chiesa cattolica.

## Storia
Apollomoshieron, nei pressi di Boldan nell'odierna Turchia, è un'antica sede episcopale della provincia romana della Lidia nella diocesi civile di Asia. Faceva parte del patriarcato di Costantinopoli ed era suffraganea dell'arcidiocesi di Sardi.
La diocesi è documentata nelle Notitiae Episcopatuum del patriarcato di Costantinopoli fino al XII secolo.
È noto un solo vescovo di questa sede, Lucio, che le fonti storiche ci tramandano in due occasioni: fu presente al concilio di Calcedonia del 451, e sottoscrisse nel 458 la lettera dei vescovi della Lidia all'imperatore Leone I dopo la morte del patriarca Proterio di Alessandria.
Dal 1933 Apollomoshieron è annoverata tra le sedi vescovili titolari della Chiesa cattolica; il titolo finora non è mai stato assegnato.

## Cronotassi dei vescovi greci
- Lucio † (prima del 451 - dopo il 458)